# قنطريون رمادي
القنطريون الرمادي واسمه العلمي (باللاتينية: Centaurea cineraria) نوع نباتي ينتمي إلى جنس القنطريون من الفصيلة النجمية.
موطنه أوروبا.